# Jozef Čársky (biskup)

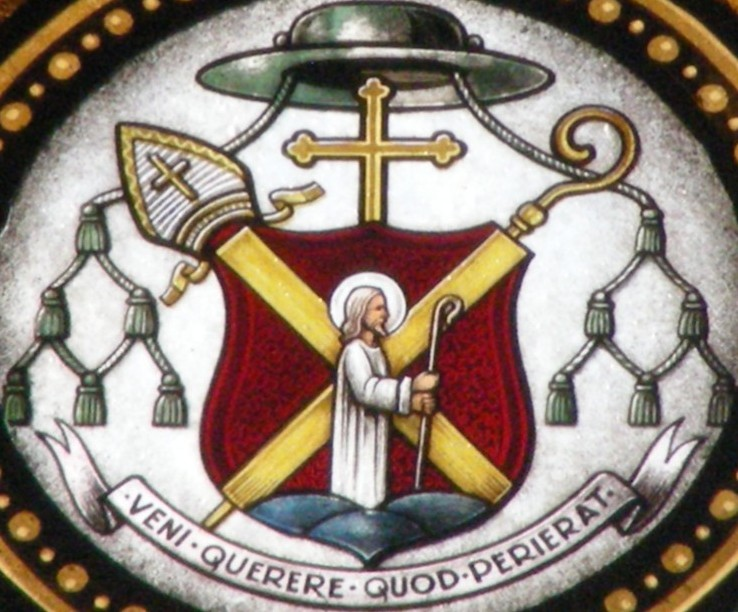
Osobní erb biskupa Jozefa Čárskeho

Jozef Čársky (maďarsky Csárszky József) (9. května 1886, Gbely – 11. března 1962) byl slovenský římskokatolický biskup.
Narodil se v Gbelech jako první ze čtrnácti dětí v rolnické rodině. Studoval na gymnáziu v Skalici, Bratislavě, potom v Ostřihomi, kde zároveň maturoval. Teologii studoval na univerzitě ve Vídni a v Innsbrucku. Zde byl 26. července 1909 vysvěcený na kněze. V letech 1915–1923 působil jako farář v obci Široké na východním Slovensku. Později se stal profesorem semináře v Košicích a v roce 1925 byl krátce rožňavským biskupem, potom až do roku 1939 košickým biskupem.
V době připojení jižních částí Slovenska k Maďarsku (1939–1945) byl jmenován administrátorem slovenských částí košické, szatmarské a rožňavské diecéze se sídlem v Prešově. Od roku 1946 působil jako košický biskup a administrátor 13 farností szatmarské diecéze na slovenském území.
30. června 1940 se stal předsedou Spolku sv. Vojtěcha. Mezi obyvateli Košic je jeho odkaz velmi uznávaný, protože neskrýval svou dobročinnost a podporoval chudé. Hovoří se i o jeho aktivitách při záchraně židů během 2. světové války. Dne 12. března 1951 spolu s dalšími čtyřmi biskupy složil slib věrnosti Československé republice.
Pochovaný je v kryptě Dómu sv. Alžběty v Košicích.